# 오가타 미츠루
오가타 미츠루(일본어: 小形 満, 1961년 3월 24일 ~ )은 일본의 남자 성우이다.

## 출연 작품

### 애니메이션
1994년
- 마법진 구루구루 (암흑 4천왕)

1995년
- 아즈키짱 (노야마 고조)

1996년
- 키코짱의 스마일 (코토라)

1998년
- 마이코 2010(캇친)

2000년
- 마이애미 건즈(아마노 서장)

2002년
- 파타파타 비행선의 모험(스카이)

2004년
- 뷰티풀 죠(찰스 3세)
- 크라우 팬텀 메모리(아마미 박사)

2005년
- 타이드 라인 블루(KC)

2006년
- 채운국 이야기(송태부)

2007년
- 캐릭캐릭 체인지(전무)
- 채운국 이야기 2기(송태부)
- 노다메 칸타빌레(타니오카 하지메)

2011년
- 그 날 본 꽃의 이름을 우리들은 아직 모른다(야도미 아츠시)

### OVA
2005년
- 키라메키 프로젝트(나카지마 신사쿠)